# Vire-Normandie
Vire-Normandie es una comuna nueva francesa situada en el departamento de Calvados, de la región de Normandía.

## Historia
Fue creada el 1 de enero de 2016, en aplicación de una resolución del prefecto de Calvados de 31 de diciembre de 2015 con la unión de las comunas de Coulonces, Maisoncelles-la-Jourdan, Roullours, Saint-Germain-de-Tallevende-la-Lande-Vaumont, Truttemer-le-Grand, Truttemer-le-Petit, Vaudry y Vire, pasando a estar el ayuntamiento en la antigua comuna de Vire.

## Demografía
| Gráfica de evolución demográfica de Vire-Normandie entre 1800 y 2013 |
|                                                                      |

Los datos entre 1800 y 2013 son el resultado de sumar los parciales de las ocho comunas que forman la nueva comuna de Vire-Normandie, cuyos datos se han cogido de 1800 a 1999, para las comunas de Coulonces, Maisoncelles-la-Jourdan, Roullours, Saint-Germain-de-Tallevende-la-Lande-Vaumont, Truttemer-le-Grand, Truttemer-le-Petit, Vaudry y Vire de la página francesa EHESS/Cassini. Los demás datos se han cogido de la página del INSEE.

## Composición
| Comuna delegada                              | Código INSEE | Población (2013) | Superficie (km²) | Densidad (hab./km²) |
| -------------------------------------------- | ------------ | ---------------- | ---------------- | ------------------- |
| Coulonces                                    | 14187        | 744              | 15.58            | 48                  |
| Maisoncelles-la-Jourdan                      | 14388        | 461              | 13.54            | 34                  |
| Roullours                                    | 14545        | 930              | 13.15            | 71                  |
| Saint-Germain-de-Tallevende-la-Lande-Vaumont | 14584        | 1989             | 41.89            | 47                  |
| Truttemer-le-Grand                           | 14717        | 643              | 14.69            | 44                  |
| Truttemer-le-Petit                           | 14718        | 101              | 5.28             | 19                  |
| Vaudry                                       | 14730        | 1486             | 11.89            | 125                 |
| Vire                                         | 14762        | 11597            | 22.50            | 515                 |